# 1924年パリオリンピックのノルウェー選手団
1924年パリオリンピックのノルウェー選手団（1924ねんパリオリンピックのノルウェーせんしゅだん）は、1924年5月4日から7月27日にかけてフランスの首都パリで開催された1924年パリオリンピックのノルウェー選手団、およびその競技結果。

## 概要
今大会は金メダル5個、銀メダル2個、銅メダル3個の合計10個のメダルを獲得した。

## メダル
| メダル | 選手名             | 競技 | 種目       |
| ------ | ------------------ | ---- | ---------- |
| 銅     | スヴェレ・ハンセン | 陸上 | 男子走幅跳 |